# Marmota sibirica
Marmota sibirica är en däggdjursart som först beskrevs av Gustav Radde 1862.  Marmota sibirica ingår i släktet murmeldjur och familjen ekorrar. IUCN kategoriserar arten globalt som starkt hotad.

## Beskrivning
Arten är knubbig, med små extremiteter och en ljusbrun till rödbrun päls med mörkare täckhår på huvud och den buskiga svansen, medan öronen är orangebruna. Den når normalt en längd av 50 till 60 cm och en vikt av 6 till 8 kg; som mest kan den emellertid väga nästan 10 kg.

## Ekologi
Arten finns på stäpper, ängar, bergssluttningar, halvöknar och dalar upp till 3 800 m. Födan består främst av gräs, men också av ett tiotal örter och några vedväxter, främst buskar ur malörtssläktet. Själv utgör murmeldjuret föda för rävar, vargar, brunbjörnar, snöleoparder och rovfåglar. Arten sover vintersömn, under vilken mellan 5 och 20 individer samlas i samma håla. Vintersömnen inleds i regel i september och varar till april. Marmota sibirica lever i en revirhävdande storfamilj om optimalt 13 till 18 individer (antalet kan minska till 2 till 6 vid sämre livsvillkor).

### Fortplantning
Arten kan leva både i monogama och polyandriska förhållanden. Könsmognaden inträder vid omkring 2 års ålder för båda könen. Emellertid tenderar yngre, subdominanta individer i storfamiljen att vänta med sexuella aktiviteter och i stället hjälpa till att ta hand om ungarna; de lämnar inte storfamiljen förrän vid minst 3 års ålder. Parningen sker i april efter vintersömnen; honan är dräktig i 40 till 42 dygn, och föder därefter 4 till 6 (i undantagsfall 8) ungar. Dessa dias i 4 till 7 veckor.

## Taxonomi
Arten delas in i två underarter:
- Marmota sibirica sibirica, som främst lever på de lägre ängarna och stäpperna, samt
- Marmota sibirica caliginosous, som framför allt håller till på högre berg och -sluttningar.[6]

## Utbredning
Marmota sibirica förekommer framför allt i Mongoliet, men även i angänsande områden i Kina och asiatiska Ryssland. Arten är rödlistad som starkt hotad ("EN"), och populationen minskar. Främsta skälet är jakttryck; ett av skälen till jakten är att arten kan överföra pestsmitta, och att man därför vill kontrollera populationen.